# Євген Ващенко
Євген Ващенко (27 січня 1887, Щигри, Курська губернія, Російська імперія — 20 березня 1979, Софія, Болгарія) — болгарський художник українського походження, графік, живописець, сценограф.

## Біографія
Народився в місті Щигри Курської губернії Російської імперії. У Санкт-Петербурзі закінчив училища: державне реальне і приватне з живопису та малюнку. Тут же почав свою роботу в галузі графіки, ілюстрації, декоративної скульптури і театрального живопису, співпрацював як художник і письменник з журналом «Бесіда» і газетою «Русь». З 1921 року жив у Болгарії. Викладав малювання в гімназії міста Луковит, технічному училищі імені Христо Ботева в Софії, працював портретистом, ілюстратором (зокрема, в дитячому журналі «Светулка»), художником-декоратором Державного музичного театру імені С. Македонського, оформляв сцени Народного театру імені І. Вазова, Народної опери, Молодіжного театру та інших. Член Спілки болгарських художників. Брав участь у виставках, лауреат багатьох конкурсів, нагороджений орденами Кирила і Мефодія.